# Live at the Jazz Workshop
Live at the Jazz Workshop ist ein Album von Thelonious Monk. Die Aufnahmen, die im Jazzclub The Jazz Workshop (San Francisco) am 3. und 4. November 1964 entstanden waren, erschienen 1982 als Doppel-LP in der Contemporary Masters Series und auf 26 Titel in erweiterter Form als Compact Disc auf Columbia Records.

## Hintergrund
Im selben Jahr, in dem Thelonious Monk auf dem Cover des Time Magazine erschien, nahm er mehrere Live-Sessions für Columbia auf, erschienen auf Alben wie Misterioso (Recorded on Tour) (1965) und Live at the It Club (1982), das an den Tagen vor dem Konzert in San Francisco aufgezeichnet wurde.
Dieses 2-CD-Set enthält zweieinhalb Stunden in San Franciscos Jazz Workshop, aufgenommen am 3. und 4. November 1964 mit seinem Arbeitsquartett. Fast die Hälfte der Neuauflage von 2001 besteht aus bisher unveröffentlichtem Material. Diese Neuauflage dokumentiert, wie das Monk-Quartett an zwei aufeinander folgenden Abenden in einer Live-Umgebung spielte.

## Titelliste

### LP-Ausgabe 1982
- Thelonious Monk: Live at the Jazz Workshop (Columbia C2 38269)[3]
  1. Don’t Blame Me/Ba-lue Bolivar Ba-lues-are
  2. Well, You Needn’t
  3. Evidence (Justice) / Rhythm-A-Ning
  4. ’Round About Midnight
  5. I’m Getting Sentimental Over You
  6. Bemsha Swing
  7. Memories of You / Just You, Just Me
  8. Blue Monk
  9. Misterioso
  10. Hackensack
  11. Bright Mississippi
  12. Epistrophy

### CD-Ausgabe (2001)
- Thelonious Monk: Live at the Jazz Workshop: Complete (Columbia C2K 65189, Legacy C2K 65189)[4]
- CD 1 [November 3, 1964]
  1. Don’t Blame Me (Dorothy Fields, Jimmy McHugh) – 1:43
  2. Ba-lue Bolivar Ba-lues-are – 7:32
  3. Well, You Needn’t – 10:30
  4. Evidence/Rhythm-A-Ning – 6:24
  5. Epistrophy (theme)  (K. Clarke, T. Monk) – 1:05
  6. Hackensack – 8:03
  7. Bright Mississippi – 2:50
  8. Evidence – 4:36
  9. Epistrophy – 3:53
  10. ’Round Midnight (B. Hanighen, C. Williams, T. Monk) 6:06
  11. I’m Getting Sentimental Over You (G. Bassman, N. Washington) – 6:41
  12. Memories of You (Andy Razaf, Fats Waller) – 2:28
  13. Just You, Just Me (J. Greer, R. Klages) – 6:44
  14. Epistrophy – 5:28
- CD 2 [November 4, 1964]
  1. Blue Monk – 7:06
  2. Well, You Needn’t – 8:08
  3. Bright Mississippi – 8:11
  4. Bemsha Swing (D. Best, T. Monk) – 4:09
  5. ’Round Midnight (B. Hanighen, C. Williams, T. Monk) – 6:27
  6. Nutty – 8:08
  7. Straight, No Chaser – 6:29
  8. Thelonious – 3:57
  9. Hackensack – 5:35
  10. Misterioso – 6:52
  11. Ba-lue Bolivar Ba-lues-are – 7:47
  12. Epistrophy (theme) – 1:02

## Rezeption
Jim Santilla rezensierte 2001 die erweiterte Neuauflage in All About Jazz: „Normalerweise spielt Monk die Einführung selbst. Er schafft eine sanfte Stimmung und drückt leichte Bewegung aus. In diesen ruhigeren Momenten zeigt sich das Husten und die lebhafte Unterhaltung im Raum. Sobald sich das Trio Monk anschließt, ist kein Platz mehr für andere Sounds. Charlie Rouse, Larry Gales und Ben Riley machen ein Feuer, das niemals erlischt. Jeder der Künstler hat gelegentlich Soli; sowohl Monk als auch Rouse stehen aber an vorderster Front. Die Wiederholung, die unter den Songtiteln existiert, beruht einfach auf der Tatsache, dass Monk in der zweiten Nacht einige der gleichen Auswahlen getroffen hat. Die Versionen sind äquivalent, aber Änderungen machen sie für den Hörer von Wert. Die bisher unveröffentlichte Version von ‚Bright Mississippi‘ zum Beispiel ist fast dreimal so lang wie die herausgegebene und bietet dem Hörer viel mehr.“